# Mavisa
Mavisa fou una marca catalana de motocicletes, dissenyades per l'empresa Mecánica Mavi, S.A. a Sant Cugat del Vallès entre 1953 i 1960. L'empresa, propietat dels germans Manuel i Vicenç Vila, creà un sol model (la 250 Sport de 1958, inspirada en les BMW amb suspensió Earles), del qual se'n fabricaren només 8 unitats.

## Història
Un diumenge d'abril de 1948, els germans Vila van tenir una sèrie de problemes durant una excursió a la Pobla de Lillet amb dues motocicletes llogades (una Montesa i una OSSA). Descontents amb la qualitat i la solidesa d'aquelles motocicletes, van pensar que el millor que podien fer-hi era fabricar-se'n una ells mateixos. Calia crear una moto millor, més ràpida i resistent, i havien de fer-la sencera, des del bastidor fins al darrer cargol. Sense tenir-hi experiència ni preparació, els germans Vila començaren a estudiar tractats de mecànica, aprenent-ho tot de cap a peus, fins que al cap d'un any ja havien dissenyat els plànols del primer motor. Dotze mesos després, el barceloní Dunjó, famós constructor de bastidors, sidecars i components motociclistes, rebia una sèrie d'esbossos indicant les línies mestres del xassís.

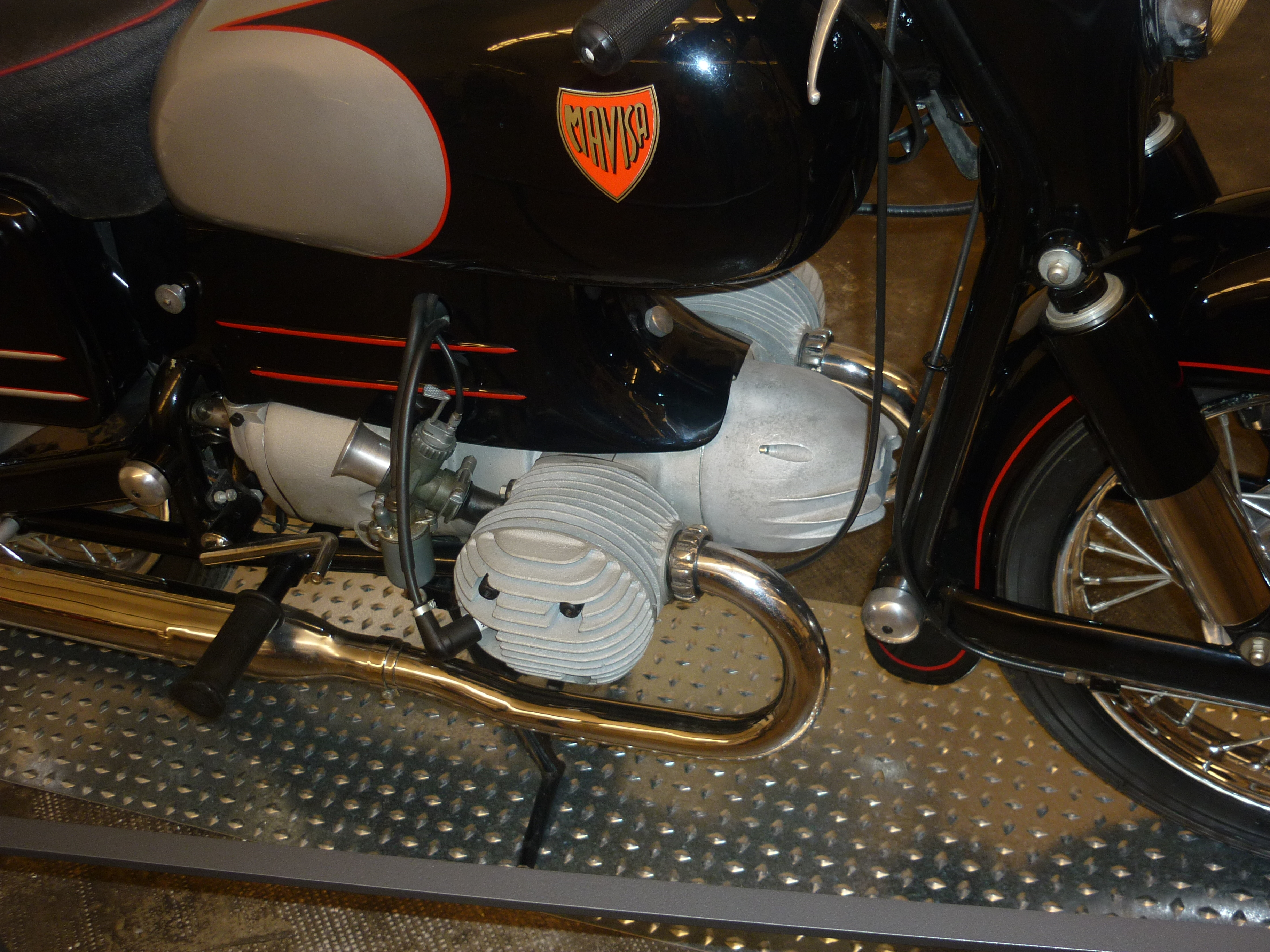
Motor d'una Mavisa Sport de 248 cc

El motor estudiat pels Vila prenia la forma d'un bicilíndric horitzontal a cicle de dos temps, inspirat en els fiables BMW alemanys, amb culata i pistó d'alumini, dotat de cap pla. Cubicava 248 cc i lliurava uns 14 CV a 6.000 rpm alimentat per dos carburadors Dell'Orto de 20 mm independents, amb una relació de compressió de 9,5:1.
Per a construir-lo comptaven amb un torn Cincinnati adquirit de segona mà, una rectificadora d'interior i exterior, una serra mecànica, un equip de soldadura elèctrica, una premsa i eines diverses. La fàbrica era el garatge del xalet familiar, situat en una tranquil·la zona de Sant Cugat. En un racó d'un cobert adjacent instal·laren el banc de proves, consistent en dos pilons de formigó on es col·locava el motor perquè funcionés ininterrompudament durant un cert nombre d'hores.

### 1953, constitució de l'empresa
El 1953 es constituïa davant notari la Sociedad Anónima Construcciones Manuel y Vicente, actuant sota el nom comercial de Mavisa i coneguda també com a Mecánica Mavi, S.A.
Els Vila tenien ja un prototipus muntat i patentat, el bastidor i la part cicle del qual fabricats per Dunjó tot seguint les seves indicacions. Estava construït en tub d'acer i la seva estructura era de tipus bressol simple amb forquilla telehidráulica anterior i forquilles telescòpiques bessones al darrere.
La potència del motor es transmetia a la roda posterior mitjançant sistema cardan per mitjà d'una caixa de quatre velocitats. Malgrat tot, els resultats seguien sense ésser tant satisfactoris com volien els creadors. Van haver d'invertir gairebé dos anys més en el desenvolupament i les proves del prototipus fins a arribar a aconseguir una versió més o menys fiable i definitiva: la Mavisa Turismo.

### 1957, presentació a la Fira de Mostres
Concentrant tots els seus esforços en la Mavisa -després d'un intent no reeixit en el terreny de les quatre rodes- van aconseguir tenir-ne una unitat Sport a punt per a ésser presentada al costat de la Turismo a la Fira de Mostres de Barcelona de 1957. L'estampa moderna de la màquina cridà l'atenció del públic. Compartia amb la seva germana el mateix bastidor i idèntic motor, diferenciant-se'n per una sèrie de detalls externs i també mecànics. Era notablement més baixa i estilitzada gràcies a les llandes de 14 polzades -en comptes de les de 18 de la convencional- i al seu nou dipòsit i part posterior. Tenia millores també a la dinamo, el far, el carburador, etc. A més a més, tenia una suspensió anterior per forquilla tipus Earles i posterior per basculant amb amortidors hidràulics.

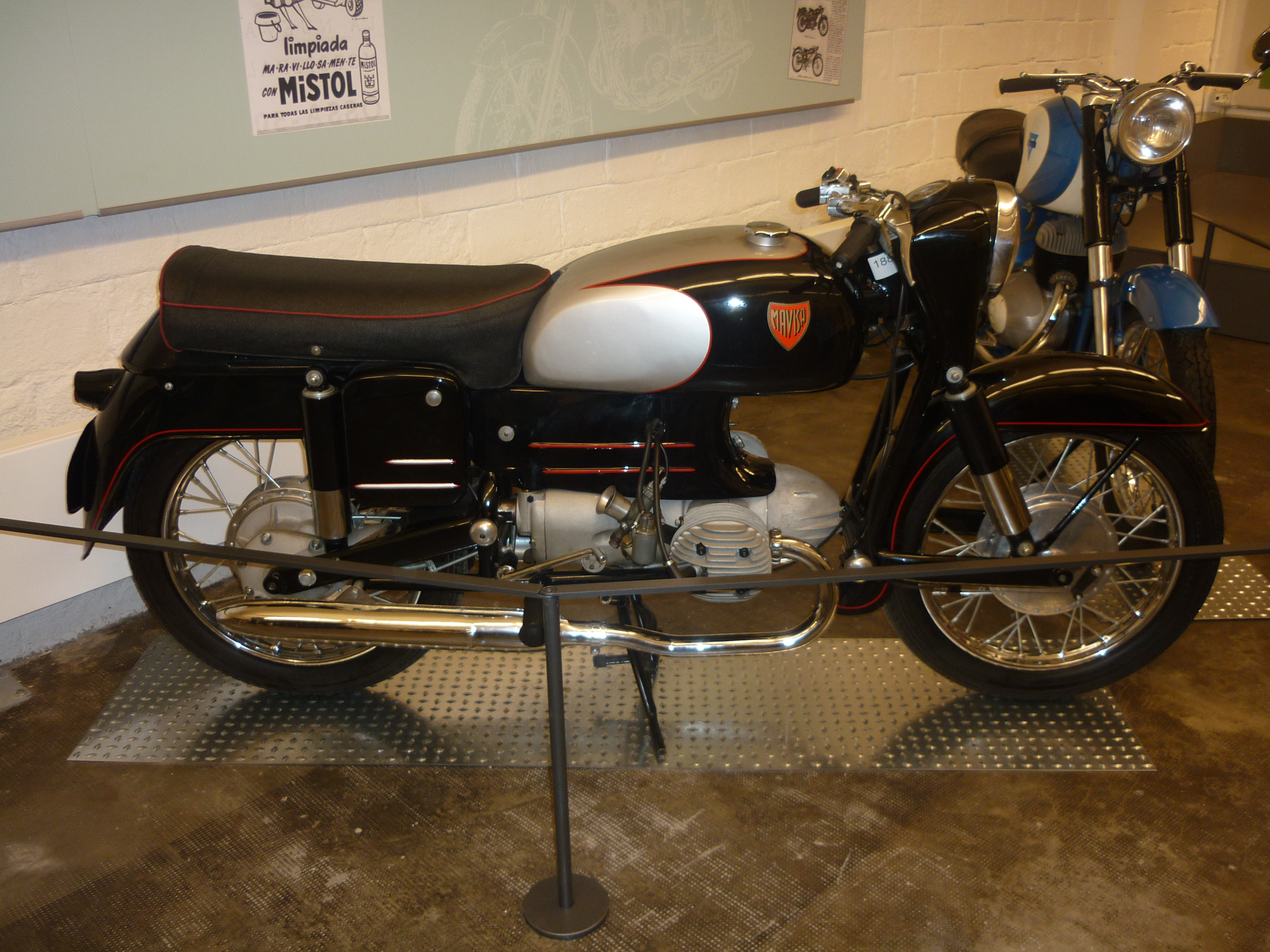
La Mavisa Sport 250cc de 1957

En plena eufòria firal, un capità de la policia armada espanyola, entusiasmat amb la màquina, insistia a comprar-la al preu que fos tan aviat es clogués el certamen, malgrat les reiterades negatives dels dos germans que només en tenien aquell prototipus. Tot just acabada la fira, els Vila reberen a Sant Cugat la visita del personatge, qui es presentà uniformat de gris i armat, aquesta vegada, d'un talonari de xecs en blanc. Volia formalitzar una comanda de mil unitats amb destinació a les "forces de seguretat" de l'estat i gairebé ordenà que s'engegués la cadena de producció. Amb bones maneres acomiadaren al capità, assegurant-li que s'hi posarien.
Així ho varen fer, però el ritme de producció era més aviat lent; només eren dues persones, hi havia molta feina i, el més important, calia una forta inversió per a satisfer la sorprenent demanda. Llavors sorgí la idea de sub-contractar la fabricació. Si ells tenen la moto adient però no comptaven amb la factoria, calia cercar algú que no tingués la màquina, però sí que tingués la fàbrica. Aquesta persona resultà ser Francesc Xavier Bultó, qui acabava de trencar amb el seu soci Pere Permanyer a Montesa. Havia muntat la seva pròpia empresa i es trobava estudiant uns plànols quan els Vila acudiren al seu despatx amb la proposta.
Bultó prometé pensar-s'ho i, al mateix temps, examinà la Mavisa Sport que li havien deixat a la nau contigua. Però al cap d'un mes, Bultó els cridà per a donar-los dues notícies. La bona: que la Mavisa Sport era una motocicleta molt ben dissenyada i més ben construïda. La dolenta: que si ho hagués sabut abans no s'hauria escalfat tant el cap per a crear la Tralla. I la nova Bultaco era ja una realitat, mentre que la Mavisa seguia essent un somni irrealitzable per manca de mitjans.

### 1960, s'abandona el projecte
Manuel, ja amb trenta-tres anys, casat i amb obligacions, hagué d'afrontar la fi de l'aventura. Els dos germans Vila tancaren definitivament la porta del seu garatge l'any 1960.